# 颊斑弗氏天竺鲷
颊斑弗氏天竺鲷（学名：Fowleria variegata），又名多斑乳突天竺鯛，为輻鰭魚綱鈎頭魚目天竺鲷科乳突天竺鯛屬的鱼类，俗名颊斑天竺鲷、多斑乳突天竺鲷。分布于印太平洋、红海、东非沿岸、印度、菲岛、北澳、萨摩亚岛、台湾岛等，深度0至27公尺，本魚體延長，長橢圓形，體稍側扁，頭大、眼大、口大且斜裂；頜齒細小，鋤骨和腭骨通常具齒，舌上無齒，前鰓蓋骨邊緣光滑，鰓蓋骨後緣棘不發達，體被弱櫛鱗，側線不完全，背鰭2個，尾鰭截形，體色淡色至深褐色，體側有時具有暗色橫帶，鰓蓋上有一個鑲白緣大眼斑，魚鰭有深色細點排列成的細紋，背鰭硬棘8枚、背鰭軟條9枚、臀鰭硬棘2枚、臀鰭軟條8枚，體長可達8公分，一般栖息于海藻丰富的潮池和珊瑚礁，夜行性，以浮游生物為食。该物种的模式产地在毛里求斯。